# Federação Portuguesa de Tiro com Arco
A Federação Portuguesa de Tiro com Arco (FPTA) é o órgão dirigente do Tiro com Arco em Portugal, com autorização de fundação publicada no Diário do Governo de 28 de fevereiro de 1961 e fundada em 26 de Janeiro de 1962. Está sediada na Cruz-Quebrada, no concelho de Oeiras.
A FPTA é uma federação unidesportiva, pessoa colectiva de direito privado, de utilidade pública desportiva, prosseguindo fins não lucrativos. Rege-se pelos seus Estatutos, pelos Regulamentos complementares e pela legislação nacional e internacional aplicável e ainda pelos regulamentos a que fica vinculada pela sua filiação na World Archery (WA), anteriormente identificada como Federação Internacional de Tiro com Arco (FITA), e da World Archery Europe (WAE), e pelos normativos a que se venha a vincular na sequência da respectiva adesão a quaisquer outras entidades nacionais ou internacionais.
A nível nacional é membro do Comité Olímpico de Portugal, do Comité Paralímpico de Portugal e da Confederação do Desporto de Portugal, e a nível internacional da World Archery (WA) e da World Archery Europe (WAE).
Tem por fins principais promover, regulamentar e dirigir todas as práticas competitivas de Tiro com Arco em Portugal, promover a defesa da ética desportiva, organizar a preparação e participação competitiva das selecções nacionais nas competições organizadas pelas federações internacionais como sejam os Campeonatos da Europa, Campeonatos do Mundo e Jogos Olímpicos. Tem ainda como objectivo promover o processo de formação e desenvolvimento dos jovens desportistas e dos recursos técnicos e humanos relacionados com o conjunto das disciplinas do Tiro com Arco.

## A Instituição

### Órgãos Sociais
São Órgãos Sociais da Federação Portuguesa de Futebol a Assembleia Geral, o Presidente da FPTA  a Direcção, o Fiscal Único, o Conselho de Justiça, o Conselho de Disciplina e o Conselho de Arbitragem.

#### Assembleia Geral
A Assembleia Geral (AG) da FPTA tem como competências a eleição e a destituição dos titulares de Órgãos Federativos (Presidente da FPTA e membros da Direção, Mesa da Assembleia Geral, Fiscal Único, Conselho de Disciplina, Conselho de Justiça e Conselho de Arbitragem); a aprovação do relatório, do balanço do orçamento e dos documentos de prestação de contas; a aprovação e alteração dos estatutos; a proclamação de sócios honorários, de mérito e beneméritos; a aprovação da proposta de extinção da Federação, a qual requer a maioria de três quartos do total dos votos do conjunto dos delegados eleitos; outros poderes que lhe sejam conferidos pelos Estatutos, regulamentos ou que não caibam na competência específica dos demais órgãos federativos; ratificação do Regulamento Eleitoral.
Compõem a AG 40 delegados que representam clubes, arqueiros, treinadores, árbitros, ou outros agentes desportivos que sejam membros da FPTA.

#### Direcção
A Direcção da FPTA é o órgão colegial de administração da FPTA competindo-lhe: aprovar os regulamentos e publicitá-los, nos termos da lei e dos presentes Estatutos; organizar as Seleções Nacionais; organizar as competições desportivas não profissionais; garantir a efetivação dos direitos e deveres dos sócios; elaborar anualmente o plano de atividades; elaborar anualmente e submeter a parecer do Fiscal Único o orçamento, o balanço e os documentos de prestação de contas; administrar os negócios da Federação em matérias que não sejam especialmente atribuídas a outros órgãos; zelar pelo cumprimento dos estatutos e das deliberações dos órgãos da Federação; admitir os sócios efetivos; decidir provisoriamente sobre a filiação em organismos internacionais; manter atualizado o inventário dos bens patrimoniais da FPTA; assegurar a publicitação na página na Internet, no prazo de 15 dias, de todos os dados relevantes e atualizados da atividade da FPTA (os estatutos e regulamentos, em versão consolidada e atualizada, com menção expressa das deliberações que aprovaram as diferentes redações das normas neles constantes; os orçamentos e as contas dos últimos três anos, incluindo os respetivos balanços; os planos e relatórios de atividades dos últimos três anos; a composição dos Órgãos Federativos; os contactos da FPTA e dos respetivos Órgãos (endereço, telefone, fax e correio electrónico); resolver quaisquer casos urgentes não previstos nestes Estatutos e nos Regulamentos.
É constituída pelo Presidente da FPTA, quatro Diretores e dois suplentes.

#### Fiscal Único
O Fiscal Único da FPTA fiscaliza os atos de administração financeira da FPTA, competindo-lhe: emitir parecer sobre o orçamento, o balanço e os documentos de prestação de contas; verificar a regularidade dos livros, registos contabilísticos e documentos que lhes servem de suporte; acompanhar o funcionamento da Federação, participando aos órgãos competentes as irregularidades financeiras de que tenha conhecimento; emitir pareceres, a solicitação de outros órgãos da Federação, no âmbito da sua competência; proferir, sempre que solicitado pela Direção, recomendações no sentido de melhorar os procedimentos contabilísticos da Federação.

#### Conselho de Justiça
O Conselho de Justiça da FPTA é constituído por composto por três membros efetivos e um suplente, podendo funcionar em secções especializadas, devendo a maioria dos membros serem licenciados em Direito. Este órgão Federativo reúne sempre que para tal seja convocado pelo seu Presidente e as suas decisões são fundamentadas de facto e de direito.

#### Conselho de Disciplina
O Conselho de Disciplina da FPTA é constituído por composto por três membros efetivos e um suplente, podendo funcionar em secções especializadas, devendo a maioria dos membros serem licenciados em Direito. Este órgão Federativo reúne sempre que para tal seja convocado pelo seu Presidente.
Compete ao Conselho de Instaurar e arquivar procedimentos disciplinares e, colegialmente, apreciar e punir as infracções disciplinares em matéria desportiva, de acordo com a Lei e os Regulamentos Federativos; emitir pareceres a pedido do Presidente da FPTA, da Assembleia Geral ou da Direcção, no âmbito do Regulamento de Disciplina.

#### Conselho de Arbitragem
O Conselho de Arbitragem da FPTA é dotado de autonomia técnica e constituído por três membros efetivos e um suplente. Administra a arbitragem no âmbito das competições organizadas pela FPTA competindo-lhe: coordenar e administrar a atividade de arbitragem; estabelecer os parâmetros de formação dos árbitros; proceder à classificação técnica dos árbitros; promover, junto dos árbitros a divulgação de todos os regulamentos e suas alterações no que concerne à arbitragem; organizar o ficheiro de árbitros e mantê-lo atualizado.

## Quadro Competitivo
A Época Desportiva Anual da FPTA tem início em 1 de Agosto de cada ano e final em 31 de Julho do ano seguinte. A época de sala decorre entre o início de Setembro de cada ano e o final de Fevereiro do ano seguinte. A época de campo decorre entre o início de Março e o final de Julho de cada ano.
Um Arqueiro, para ser classificado no Campeonato Nacional, terá de participar, no mínimo, em 4 provas nacionais se pertencer aos escalões Cadete, Júnior, Sénior ou Veterano, e em 3 provas se pertencer aos escalões Flecha, Robin ou Juvenil.
Nos Escalões Infantis (Flechas, Robins e Juvenis), o Ranking Final do Campeonato Nacional Individual de cada categoria é apurado pela soma das 3 melhores pontuações em pauta obtidas em provas nacionais, correspondendo à Classificação Final Individual.
Nos Escalões WA (Cadetes, Juniores, Seniores e Veteranos), o Ranking é apurado pela soma das 4 melhores pontuações atribuídas em provas nacionais. Os primeiros 4 Arqueiros do Ranking Final do Campeonato Nacional serão classificados com base nos resultados obtidos numa prova de eliminatórias denominada Final Round a realizar entre si no final da época desportiva. A classificação dos restantes Arqueiros será obtida com base no Ranking final do Campeonato Nacional.
O formato das provas adotado para as provas do Campeonato Nacional é o seguinte:
- Open sem eliminatórias para os Escalões Flecha, Robin e Juvenil;
- Open com eliminatórias para os Escalões Cadetes, Juniores, Seniores e Veteranos, com início a partir dos quartos de final.

O Final Round é composto por uma prova de eliminatórias com formato idêntico às provas de eliminatórias que integram as provas do Segmento Nacional, com início a partir das meias finais. Esta prova é também disputada em Equipas e Equipas mistas.

## Clubes e Associações filiados
- Arco Besta Clube (ABCPT)
- Arco Clube Ar Livre (ACAL)
- Arco Clube das Caldas (ACC)
- Associação de Estudantes da Faculdade de Ciências e Tecnologia da Universidade Nova de Lisboa (AEFCT UNL)
- Associação Social e Cultural Paradense (ASCP)
- Clube de Aventura da Madeira (CAM)
- Clube de Arqueiros do Norte (CARN)
- Centro de Cultura e Desporto Sintrense (CCDS)
- Clube de Futebol de Perosinho
- Clube Nacional de Ginástica (CNG)
- Clube União Desportiva e Cultural de Machico (CUDCM)
- Centro Social de Prime (CSP)
- Clube de Tiro com Arco do Porto (CTAP)
- Clube de Vela de Tavira (CVT)
- Clube Desportivo de Tiro de São Miguel (CDTSM)
- Fernão Archery Club (FAC)
- Futebol Clube de Alverca (FCA)
- Ginásio Clube Português (GCP)
- Ginásio Clube Vilacondense (GCV)
- Sport Clube Valenciano (SCV)
- Juventude Albicastrense (JA)
- Clube Desportivo de Tiro da Ilha Terceira (CDTIT)
- Real Sport Clube (RSC)
- Sporting Clube de Portugal (SCP)
- Sociedade Euterpe Allhandrense (SEA)
- Sociedade de Tiro de Viana do Castelo (STVC)